# Панамериканская федерация гандбола
Панамериканская федерация гандбола (англ. Pan-American Team Handball Federation, сокр. PATHF; исп. Federación Panamericana de Handball) — структура, управлявшая гандболом в странах Америки. Объединяла 30 национальных федераций. Представляла Международную федерацию гандбола (ИГФ) на американском континенте. Штаб-квартира находилась в городе Гуайнабо (Пуэрто-Рико).
Решением ИГФ 14 января 2018 было предусмотрено разделение PATHF на две конфедерации — Северной Америки и Карибского бассейна и Южной и Центральной Америки.

## История
Панамериканская федерация гандбола (PATHF) основана в 1978 году. Первоначально в неё вошли всего 6 стран — Аргентина, Бразилия, Канада, Куба, Мексика и США. В 2012 членами PATHF были уже 30 национальных ассоциаций стран Америки.
В 1979 в Мексике был проведён первый Панамериканский чемпионат среди мужских национальных сборных команд. Аналогичные женские турниры проходили с 1986 года.
В программу Панамериканских игр гандбол был включён только в 1987 году во время проведения Х Игр в Индианаполисе (США).
С 1993 проводились Панамериканские чемпионаты среди мужских, а с 1998 — и среди женских молодёжных сборных команд. С 2001 года разыгрывались Панамериканские первенства среди юношей и девушек.
С 2004 проходят Панамериканские чемпионаты по пляжному гандболу.
В 2019 году вместо единой Панамериканской федерации гандбола были образованы Конфедерация гандбола Северной Америки и Карибского бассейна и Конфедерация гандбола Южной и Центральной Америки.

## Структура PATHF
Высший органом Панамериканской федерации гандбола был Конгресс.
Для решения задач, поставленных Конгрессом перед PATHF, а также уставных требований, делегаты Конгресса избирали Совет из 12 членов, который проводил в жизнь решения Конгресса, а также организовывал повседневную деятельность PATHF. Руководил его работой президент PATHF.  
В составе Совета был образован Исполнительный комитет (Исполком). Он состоял из президента, двух вице-президентов, генерального секретаря и казначея. Исполком осуществлял повседневное руководство PATHF под контролем Совета и следит за выполнением его решений.
Для решения специальных задач, стоявших перед PATHF, в её структуре созданы постоянные комиссии: по организации соревнований, по правилам игры и судейству, тренерско-методическая, медицинская, по развитию и другие.
В составе Панамериканской федерации гандбола существовали также 4 региональные ассоциации: Североамериканская, Центральноамериканская, Южноамериканская и Карибская.

## Официальные соревнования
В рамках своей деятельности Панамериканская федерация гандбола отвечала за проведение следующих турниров:
- Гандбольные турниры в рамках Панамериканских игр — один раз в четыре года в предолимпийский сезон;
- Панамериканские чемпионаты среди национальных сборных команд — один раз в два года по чётным годам;
- Панамериканские чемпионаты среди молодёжных сборных команд — один раз в два года по нечётным (мужчины) и чётным (женщины) годам;
- Панамериканские чемпионаты среди юниорских сборных команд — один раз в два года по нечётным (юноши) и чётным (девушки) годам;
- Панамериканские чемпионаты по пляжному гандболу — ежегодно (с 2013).

## Члены PATHF
| - Антигуа и Барбуда - Аргентина - Барбадос - Белиз - Боливия - Бразилия - Венесуэла - Гаити - Гватемала - Гондурас | - Гренландия - Доминика - Доминиканская Республика - Канада - Колумбия - Коста-Рика - Куба - Мексика - Никарагуа - Панама | - Парагвай - Перу - Пуэрто-Рико - Сальвадор - Сент-Китс и Невис - США - Тринидад и Тобаго - Уругвай - Чили - Эквадор |